# Kvarntjärnen (Nordmarks socken, Värmland, 664365-140509)
Kvarntjärnen är en sjö i Filipstads kommun i Värmland och ingår i Göta älvs huvudavrinningsområde.